# Nancy Johnson (Erfinderin)

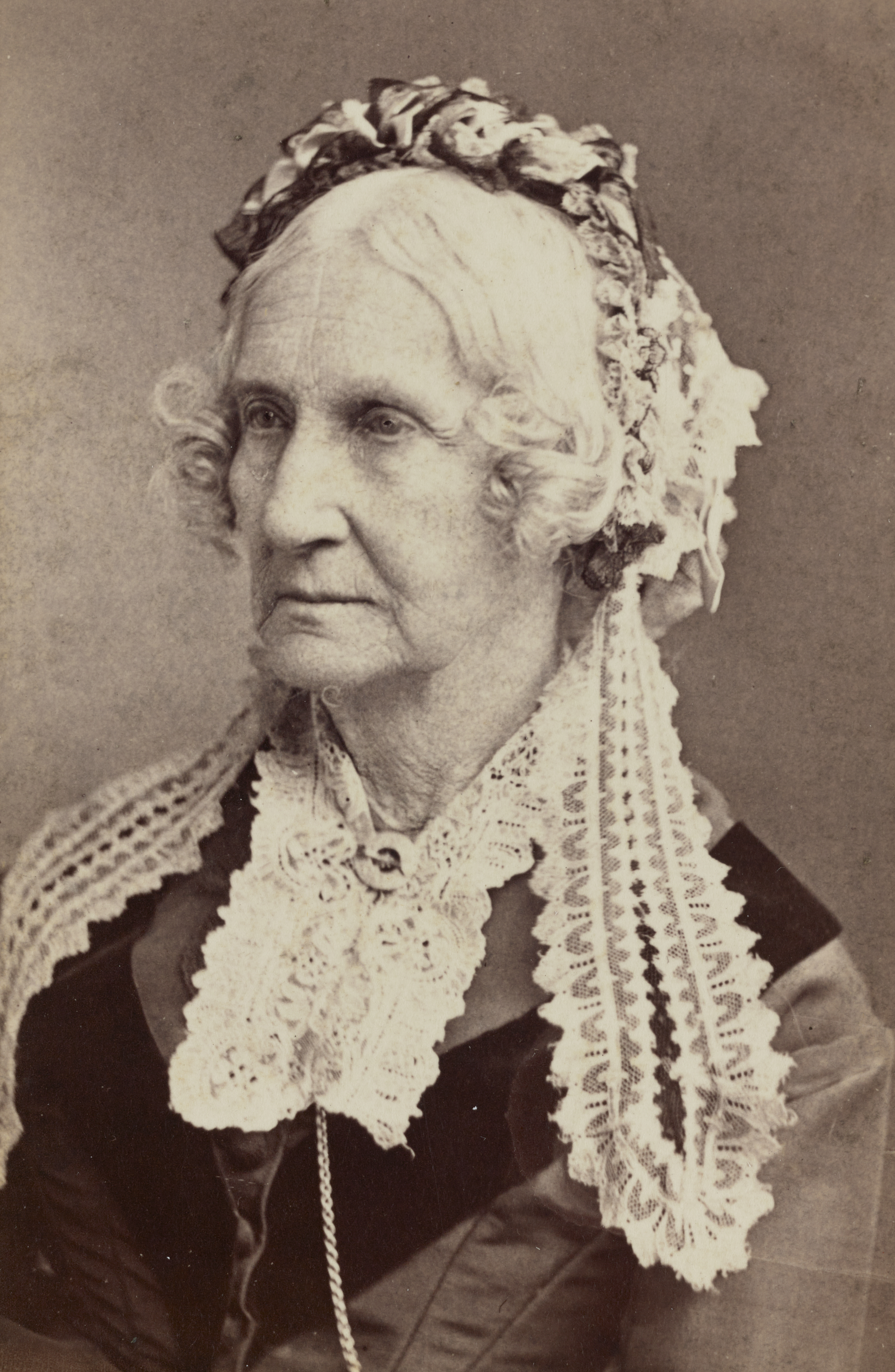
Porträt von Nancy Maria Donaldson Johnson

Nancy Maria Donaldson Johnson (* 28. Dezember 1794; † 22. April 1890) war eine amerikanische Erfinderin. Sie erhielt 1843 das erste Patent für eine Maschine zur Herstellung von Speiseeis. Die Maschine war nicht auf elektrischen Strom angewiesen, sondern wurde mit einer Handkurbel betrieben und trug entscheidend zur Verbreitung von Eiscreme bei.

## Leben
Nancy Donaldson wurde als eine von drei Töchtern von Lothario Donaldson und Mary Rider 1794 im Bundesstaat  New York geboren. Gemeinsam mit ihrer Schwester, Mary Donaldson, engagierte sie sich für die American Missionary Association.
1823 heirateten Nancy Donaldson und Walter Rogers Johnson (1794–1852) in Medfield (Massachusetts). Das Paar adoptierte zwei Kinder; Mary Maria Stroud (1834–1921) und Walter W. Johnson (1836–1879). Nancy war in dieser Zeit Hausfrau, während ihr Mann, der Wissenschaftler war, für die American Association for the Advancement of Science arbeitete.
Ab 1862 unterrichteten Nancy und ihre Schwester Mary im Rahmen des „Port Royale Experiment“ ehemalige Sklaven in South Carolina.
Nancy Johnson starb im Alter von 95 Jahren in Washington, D.C. Sie wurde in dem Familiengrab beigesetzt, welches sich auf dem Oak Hill Cemetery im Stadtteil Georgetown befindet.

## Erfindung der Eismaschine
Als Nancy Johnson am 9. September 1843 ihre Eismaschine mit Handkurbel unter der Nummer US 3254 A zum Patent anmeldete, lebte sie mit ihrer Familie in Philadelphia. Durch ihre Erfindung wurde die Herstellung von Speiseeis so sehr vereinfacht, dass jeder selbst zu Hause Eiscreme in hoher Qualität herstellen konnte. Optisch erinnerte das kleine, tonnenartige Gerät an ein Butterfass, da diese jedoch nicht mehr in Haushalten üblich sind, wurde auch schon der Vergleich mit einem „sperrigen Zuber“ bemüht.
Die Funktionsweise war recht einfach: Um die Eismasse herunterzukühlen, kam eine Mischung aus Salz und Eis zum Einsatz. Der Rührarm, mit dem die Eismasse in Bewegung gehalten wurde, war mit einer Handkurbel versehen. So wurde eine deutliche Erleichterung im Vergleich zum manuellen Umrühren erzielt, ohne dass dazu elektrischer Strom erforderlich war. Die Erfindung trug entscheidend zur Beliebtheit und Verbreitung von Eiscreme bei.
Da es mit Nancy Johnsons Maschine möglich war, nicht nur Speiseeis, sondern auch Sorbet herzustellen, war sie zugleich die erste „Sorbettiere“ (Sorbetbereiterin).
Weil es noch keine elektrisch betriebenen Kühlgeräte gab, waren die mit der Maschine produzierten Portionen für den sofortigen Verzehr bestimmt. Eiscreme oder Sorbet hielten sich bis zu 30 Minuten in der Eismaschine. Eine vergleichbar konstruierte Art von Eismaschine wird noch immer auf Guadeloupe und Martinique genutzt, was ihr im englischen Sprachraum den Beinamen „West Indian Ice Cream Maker“ eingebracht hat.